# 日笠陽子
日笠 陽子（ひかさ ようこ、1985年7月16日 - ）は、日本の女性声優、歌手。神奈川県出身。株式会社i.nari代表取締役。
代表作に『けいおん!』（秋山澪）、『キングダム』（羌瘣）、『はたらく魔王さま!』（遊佐恵美）、『戦姫絶唱シンフォギア』（マリア・カデンツァヴナ・イヴ）、『SHAMAN KING』（麻倉葉）などがある。

## 経歴
『美少女戦士セーラームーン』と『新世紀エヴァンゲリオン』を観て、全く異なるキャラクター（月野うさぎと葛城ミサト）を演じた三石琴乃に憧れ、声優を目指すようになった。高校卒業後、被服（洋裁）の専門学校と両立し、日本ナレーション演技研究所に通った。本科生の時「無料新人育成オーディション」に合格し特待生に選ばれ、2006年からアイムエンタープライズに所属した。
2007年、『スケッチブック 〜full color's〜』の根岸みなも役でアニメデビュー。2009年に『けいおん!』の秋山澪役で注目を浴び、次第に主要な役柄を演じることが増えた。そして、2010年7月放送の『世紀末オカルト学院』の神代マヤ役でアニメ初主演。
2010年3月6日に発表された第4回声優アワードで、『けいおん!』の劇中にて結成したユニット「放課後ティータイム」として、豊崎愛生、佐藤聡美、寿美菜子、竹達彩奈とともに歌唱賞を受賞。
2012年に「女子中高生ケータイ流行語大賞」金賞を受賞した流行語「てへぺろ」の考案者としても知られる。
2012年12月8日に行われたテレビアニメ『進撃の巨人』製作発表会見で、エンディングテーマを歌うことと歌手として活動することを発表。翌2013年5月8日に『進撃の巨人』のエンディングテーマである「美しき残酷な世界」をデビューシングルとしてポニーキャニオンからリリースし、これを皮切りに3か月連続でCDをリリースした。そして、同年10月27日には自身初となるワンマンライブ「Glamorous Live」をSTUDIO COASTで開催し、翌2014年10月からはライブツアーを東京・大阪の計3会場で開催した。
2015年12月30日、自身のブログで年内に結婚したことを報告した。
2023年1月20日、所属事務所のアイムエンタープライズを退所し、フリーランスで活動することを自身のブログで報告した。
2024年9月5日、声優事務所「株式会社i.nari（いなり）」を設立し、自ら所属することを発表した。
2025年、第19回声優アワードで、助演声優賞を受賞。

## 人物
愛称
日笠本人のおススメの愛称「ひよっち」は、事務所の同期であった古川小百合に考えてもらったという。声優仲間からは「ぴかしゃ」、「ひよちゃん」、「ひよさん」などとも呼ばれている。
生い立ち・性格
中学・高校の6年間はソフトボール部に所属しており、中学1年生のときはセンター、それ以降はショートとピッチャーのポジションを任されていた。右投左打である。昼休みは図書室で過ごし、図書委員長を務めるなどの一面もあった。
陽気な性格の一方で、涙もろい一面があり、真面目で一生懸命な性格とも言われている。イベントやラジオなどではサービス精神旺盛な姿を見せるが、本人曰く「恥ずかしがり屋」だという。
てへぺろ
2009年から「てへぺろ(・ω<)」という持ちギャグ（失敗した時に、てへと笑ってぺろっと舌を出す仕草を含む言葉）をラジオやブログを中心に各所で多用しており、共演する声優などにも徐々に広まる。声優グランプリwebによる企画「声グラwebが勝手に選ぶ流行語2009」（第1回）に選ばれ、情報発信者として表彰された。また2011年には、azusaがミニオリジナルソング「てへぺろのうた」を作った。
さらには、渡辺麻友などのAKB48のメンバーやはんにゃの金田哲も使うことがあり、女子中高生のブログでも頻繁に見られるようになった。2011年には「女子中高生ケータイ流行語大賞」で銀賞、「GRP AWARD 2011」の「ギャルの流行語トップテン」で第2位に選ばれた。前者については、『映画けいおん!』公開日と同じ12月3日放送の『情報7days ニュースキャスター』にて、日笠が映画の舞台挨拶で披露した模様と合わせて取り上げられたほか、5日放送の『めざましテレビ』や9日放送の『はなまるマーケット』でも「てへぺろ」が取り上げられ、日笠もVTR出演した。
2012年2月からのソフトバンクのCM「白戸家」シリーズで使用され、同年4月15日の『笑点』の大喜利や6月29日の『THEクイズ神』のダイジェストにも使用された。2012年11月に発売された『現代用語の基礎知識』2013年版に掲載され、12月には「女子中高生ケータイ流行語大賞」で金賞を受賞した。

### 趣味・特技
趣味は料理で、料理教室に通ったり、家庭菜園も行っている。ナチュラルフードコーディネーター、食育インストラクターの資格を有しており、自身のブログで手料理を度々紹介しているほか、番組の企画で料理の腕を振るうこともある。
特技は裁縫。毛筆3段、硬筆3段、アロマテラピー検定2級などの資格も有しており、レギュラー出演していた『NHK高校講座「書道I」』では特技を活かし自ら腕をふるっていた。
日頃から筋トレに凝っており、パーソナルジムを利用したトレーニングのほか、糖質制限やプロテインの摂取など食事の管理にも取り組んでいる。

### 声優活動
クールで透明感がありながら力強さを感じさせる声と評されている。
凛々しい声を活かした役を演じることが多く、キャリアを重ねるにつれてお姉さん役やお母さん役、後進を見守るような役なども増え、さまざまな作品で幅広い役柄を演じる。アニメのほか、吹き替えやナレーションの仕事もしている。
声優の芝居は「人と人とで作るもの」と考えており、自分一人で役を作りこむことを必要以上にはしないようにしていると語っている。
思い出の作品はテレビアニメデビュー作『スケッチブック 〜full color's〜』（根岸みなも役）で、オーディションの際にハイテンションで演技をしたところ、「その元気のままでやってくれ」と言われ受かった。
『けいおん!』（秋山澪）では演じるキャラクターと同様にバンド活動を実際に行った。日笠はベースを担当しているが、秋山澪の設定に合わせて左利き用モデルを使い（日笠自身は右利きである）、さらにボーカルも兼務することになった。このような難しい役どころながら、その分楽しめていたという。
2012年から続く『キングダム』（羌瘣）は、新人に近い頃から試行錯誤しながら長く演じられることに有難さを感じると述べている。
『戦姫絶唱シンフォギア』シリーズ（マリア・カデンツァヴナ・イヴ）、『アイカツ！』シリーズ（エルザ フォルテ / 天翔ひびき）など、歌姫の役を演じることも多い。
『SHAMAN KING』シリーズ（麻倉葉 / 麻倉花）、『PLUTO』（アトム）など少年の役も演じている。男の子だから声を低めにという考えに囚われないよう、心で演じることを心掛けているという。

### 歌手活動
新人時代当初より歌唱力には定評があり、歌うことに対する意欲も強く、歌手デビューの3年前『けいおん!!』に出演していた頃からデビューのオファーが来ており、その後もプロデューサーが間を置いて幾度か話を持ちかけていたものの、当初は「音楽だけで頑張っていたり、音楽をやりたい人はたくさんいて。自分は“役者”として命をかけていて。。。それってどうなのかな？と考えてしまった時間がありました。」との思いもあり、そのつど断っていた。
テレビアニメ『ロウきゅーぶ!』でのユニット「RO-KYU-BU!」活動をきっかけに、その心境に変化が生じ転機となる。歌やライブなど活動する中で非常に楽しい経験をしたことから、「またライブがしたい」という気持ちを持つようになり、その結果、真摯に「やりませんか？」と声をかけ続けてくれたプロデューサーの想いを受け止め、「やらないで後悔するなら、やって後悔した方がいい」と考え、歌手デビューを決心した。
デビュー以前にも多くのキャラクターソングを歌うも、それまではレコーディングのためスタジオに行って歌うだけで、CD制作の裏側は知らなかった。自身で関わってみて初めて、さまざまな人たちが一つひとつ作り上げていく大変な工程やこだわりを肌で感じる。また、個人名義のCDは自身の納得するものができないと出さないと語っている。
日笠陽子ソロプロジェクトは、始動日である2013年5月8日の約1年半前から計画されていた。また歌手デビュー後の初アルバム作品『Glamorous Songs』には、声優への楽曲提供が初めてとなる小室哲哉のほか、高山みなみとの2人組音楽ユニットTWO-MIXの永野椎菜などが楽曲提供を行った。
ライブツアーを最後にソロ活動は行っていないが、カバーソングプロジェクト『CrosSing』にて「Over Soul」（2022年）と「TESTAMENT」（2023年）のカバー曲を発表した。

## 出演
太字はメインキャラクター。

### テレビアニメ
2007年
- スケッチブック 〜full color's〜（根岸みなも〈謎の少女〉）

2008年
- 神霊狩/GHOST HOUND（女子小学生B）
- PERSONA -trinity soul-
- モノクローム・ファクター（女子生徒）
- 一騎当千 Great Guardians（女の子B）

2009年
- とらドラ!（女子生徒A）
- 鉄腕バーディー DECODE:02（巫女）
- アスラクライン（潮泉律都、新屋敷琴里）
- けいおん!（2009年 - 2010年、秋山澪、あずにゃん2号） - 2シリーズ
- バスカッシュ!（ニャピコ、子供B）
- よくわかる現代魔法（如月ミオ〈アイドル〉、係のおねーさん）
- うみねこのなく頃に（サタン）
- 生徒会の一存（女子生徒）
- WHITE ALBUM（女子アナ）
- 乃木坂春香の秘密 ぴゅあれっつぁ♪（雛咲祝、茅原弥生）

2010年
- 聖痕のクェイサー（2010年 - 2011年、桂木華） - 2シリーズ
- ちゅーぶら!!（天原清乃）
- いちばんうしろの大魔王（服部絢子）
- 裏切りは僕の名前を知っている（梨那、女生徒1、着ぐるみ）
- WORKING!!（2010年 - 2015年、小鳥遊泉） - 3シリーズ
- 生徒会役員共（2010年 - 2014年、天草シノ） - 2シリーズ
- スティッチ! 〜ずっと最高のトモダチ〜（2010年 - 2011年、レイカ）
- 世紀末オカルト学院（神代マヤ）
- クレヨンしんちゃん（2010年 - 2020年、店員B、パン、マルモ）
- モンハン日記 ぎりぎりアイルー村☆アイルー危機一髪☆（ニャスター）
- セキレイ〜Pure Engagement〜（八嶋）
- 夢色パティシエール（ケイティ）
- そらのおとしものf（風音日和）
- カッコカワイイ宣言!（かおちゃん、フランス語講座ナレーション）
- パンティ&ストッキングwithガーターベルト（女）

2011年
- IS 〈インフィニット・ストラトス〉（2011年 - 2013年、篠ノ之箒） - 2シリーズ
- これはゾンビですか?（2011年 - 2012年、セラ〈セラフィム〉） - 2シリーズ
- Rio RainbowGate!（リンダ〈LINDA-R-2007〉）
- DOG DAYS（2011年 - 2015年、ブリオッシュ・ダルキアン） - 3シリーズ
- もしドラ（川島みなみ）
- 花咲くいろは（幼少期の縁）
- モンハン日記 ぎりぎりアイルー村G（ニャスター、ポッケ）
- ロウきゅーぶ!（2011年 - 2013年、永塚紗季） - 2シリーズ
- べるぜバブ（藤崎梓）
- 魔乳秘剣帖（お梅、虔胸）
- ぬらりひょんの孫〜千年魔京〜（狂骨〈娘〉）
- 47都道府犬（神奈川犬）

2012年
- ハイスクールD×D（2012年 - 2018年、リアス・グレモリー） - 4シリーズ
- 男子高校生の日常（文学少女）
- 妖狐×僕SS（雪小路野ばら）
- モーレツ宇宙海賊（リン・ランブレッタ）
- ゴクジョッ。〜極楽院女子高寮物語〜（赤羽亜矢）
- ファイ・ブレイン 神のパズル（2012年 - 2014年、ミゼルカ） - 2シリーズ
- はぐれ勇者の鬼畜美学（鳳沢美兎〈ミュウ〉）
- カンピオーネ! 〜まつろわぬ神々と神殺しの魔王〜（エリカ・ブランデッリ）
- 探検ドリランド（ハルカ〈ナビゲーター〉）
- トータル・イクリプス（ニイラム・ラワヌナンド）
- 氷菓（クイズ研究会副部長〈司会〉）
- 戦国コレクション（復讐ノ牙・明智光秀）
- まじっく快斗（ジョディ・ホッパー）
- 恋と選挙とチョコレート（拝田希実花）
- キングダム（2012年 - 2025年、羌瘣） - 6シリーズ
- CØDE:BREAKER（桜小路桜）
- ハヤテのごとく！（2012年 - 2013年、剣野カユラ） - 2シリーズ
- 好きっていいなよ。（女子生徒）
- BTOOOM!（木下秀美）
- めだかボックス アブノーマル（須木奈佐木咲）

2013年
- キューティクル探偵因幡（ガブリエラ）
- たまこまーけっと（さしみ奥さん〈魚谷真理〉、北白川ひなこ）
- ヤマノススメ（2013年 - 2022年、斎藤楓〈かえで〉、園児C） - 4シリーズ
- ポケットモンスター ベストウイッシュ シーズン2 エピソードN（エリー）
- 僕は友達が少ないNEXT（日高日向）
- はたらく魔王さま！（2013年 - 2023年、遊佐恵美〈勇者エミリア〉） - 3シリーズ
- 銀河機攻隊 マジェスティックプリンス（クギミヤ・ケイ）
- 百花繚乱 サムライブライド（宮本武蔵）
- 惡の華（佐伯奈々子）
- 探検ドリランド -1000年の真宝-（ハルカ）
- カーニヴァル（ツバキ）
- 断裁分離のクライムエッジ（四方堂瑠架）
- 咲-Saki-（2013年 - 2014年、辻垣内智葉） - 2シリーズ
- 戦姫絶唱シンフォギア（2013年 - 2019年、マリア・カデンツァヴナ・イヴ） - 4シリーズ
- ダンガンロンパ 希望の学園と絶望の高校生 The Animation（霧切響子）
- Free!（竜ヶ崎怜〈小学生時代〉）

2014年
- ノブナガ・ザ・フール（ジャンヌ・カグヤ・ダルク）
- Z/X IGNITION（ミカエル）
- ストライク・ザ・ブラッド（ジリオラ・ギラルティ）
- 健全ロボ ダイミダラー（楚南恭子）
- ノーゲーム・ノーライフ（ステファニー・ドーラ）
- 彼女がフラグをおられたら（英雄崎凜）
- M3〜ソノ黒キ鋼〜（破先エミル）
- 風雲維新ダイ☆ショーグン（浅井兵庫）
- 蟲師 続章（テル）
- 精霊使いの剣舞（レスティア）
- ソードアート・オンラインII（遠藤）
- ポケットモンスター XY（2014年 - 2016年、ナミ、アメリア） - 2シリーズ
- 金田一少年の事件簿R（水樹流奈）
- 白銀の意思 アルジェヴォルン（ナンジョウ・レイカ）
- 花物語（日傘）
- トリニティセブン（山奈ミラ）
- ガールフレンド（仮）（篠宮りさ）
- 俺、ツインテールになります。（ダークグラスパー / イースナ〈善沙闇子〉）
- テラフォーマーズ（グレイス）

2015年
- 純潔のマリア（アルテミス）
- ユリ熊嵐（針島薫）
- ダンジョンに出会いを求めるのは間違っているだろうか（2015年 - 2025年、フレイヤ） - 5シリーズ
- 響け!ユーフォニアム（2015年 - 2016年、斎藤葵、吹奏楽部員） - 2シリーズ
- 終わりのセラフ（ホーン・スクルド、早乙女巴） - 2シリーズ
- 境界のRINNE（水月リナ）
- 六花の勇者（ナッシェタニア）
- ビキニ・ウォリアーズ（ファイター）
- 乱歩奇譚 Game of Laplace（黒蜥蜴、ネコ）
- Fate/kaleid liner プリズマ☆イリヤ ツヴァイ ヘルツ!（栗原火雀）
- 食戟のソーマ（2015年 - 2020年、千俵なつめ、千俵おりえ） - 3シリーズ
- GATE 自衛隊 彼の地にて、斯く戦えり（2015年 - 2016年、ヤオ・ハー・デュッシ） - 2シリーズ
- 実は私は（白神桐子）
- すべてがFになる THE PERFECT INSIDER（島田文子）
- 落第騎士の英雄譚（貴徳原カナタ）
- 機動戦士ガンダム 鉄血のオルフェンズ（2015年 - 2017年、ラフタ・フランクランド） - 2シリーズ
- 進撃!巨人中学校（フリーダ・レイス）

2016年
- 最弱無敗の神装機竜（レリィ・アイングラム）
- ブブキ・ブランキ（間絶美、堀野真実、ドゥーブル・ド・ヴァーブル） - 2シリーズ
- おしえて! ギャル子ちゃん（ギャル子姉、主人公）
- Dimension W（セドリック・モルガン）
- ファンタシースターオンライン2 ジ アニメーション（エコー）
- マギ シンドバッドの冒険（エスラ）
- ばくおん!!（たづ子）
- ベルセルク（2016年 - 2017年、ファルネーゼ） - 2シリーズ
- NEW GAME!（2016年 - 2017年、八神コウ） - 2シリーズ
- 一人之下 the outcast（2016年 - 2018年、夏禾） - 2シリーズ
- ダンガンロンパ3 -The End of 希望ヶ峰学園-（霧切響子） - 2シリーズ
- 不機嫌なモノノケ庵（2016年 - 2019年、コウラ） - 2シリーズ
- 甘々と稲妻（ミキオの母）
- マクロスΔ（クレア・パドル）
- Re:ゼロから始める異世界生活（女狂人） - 2020年に第1期新編集版が放送
- WWW.WORKING!!（村主さゆり）
- 競女!!!!!!!!（小早川未来）
- フリップフラッパーズ（サユリ）
- レガリア The Three Sacred Stars（リュー）
- 魔法少女育成計画（ルーラ / 木王早苗）
- CHEATING CRAFT（杏璃）
- クラシカロイド（2016年 - 2018年、海月、少年モーツァルト） - 2シリーズ
- ろんぐらいだぁす!（高宮紗希）
- 舟を編む（岸辺みどり）

2017年
- 風夏（友美先生）
- 亜人ちゃんは語りたい（佐藤早紀絵）
- ハンドシェイカー（バインド）
- ピアシェ〜私のイタリアン〜（藤木瑠梨）
- リトルウィッチアカデミア（ダイアナ・キャベンディッシュ）
- フレームアームズ・ガール（源内あお）
- アイカツスターズ!（2017年 - 2018年、エルザ フォルテ）
- 有頂天家族2（南禅寺玉欄）
- sin 七つの大罪（マモン）
- Re:CREATORS（アリステリア・フェブラリィ）
- ロクでなし魔術講師と禁忌教典（エレノア＝シャーレット）
- ソード・オラトリア ダンジョンに出会いを求めるのは間違っているだろうか外伝（フレイヤ）
- アホガール（花畑よしえ）
- 将国のアルタイル（シャラ）
- サクラクエスト（織部千登勢〈高校生〉）
- THE REFLECTION（スティール・ルーラー）
- 異世界食堂（2017年 - 2021年、ファルダニア） - 2シリーズ
- 天使の3P!（尾城小百合）
- 十二大戦（異能肉）
- おそ松さん（2017年 - 2020年、ミワ、ジェンダー松） - 2シリーズ

2018年
- スロウスタート（一之瀬葉月）
- 宇宙よりも遠い場所（前川かなえ）
- 覇穹 封神演義（妲己）
- ヴァイオレット・エヴァーガーデン（幼少期のスペンサー）
- ポプテピピック（2018年 - 2021年、ポプ子〈第4話Aパート / 再放送・リミックス版第11話Aパート〉）
- グランクレスト戦記（ヤーナ）
- 伊藤潤二『コレクション』（瑠子）
- 剣王朝（長孫浅雪）
- されど罪人は竜と踊る（ジヴーニャ・ロレッツォ）
- ヒナまつり（詩子）
- ソードアート・オンライン オルタナティブ ガンゲイル・オンライン（2018年 - 2024年、ピトフーイ / 神崎エルザ、佐藤麗） - 2シリーズ
- レイトン ミステリー探偵社 〜カトリーのナゾトキファイル〜（オリビア）
- BanG Dream! ガルパ☆ピコ（2018年 - 2022年、宇田川巴） - 3シリーズ
- ハイスコアガール（ミーたん）
- ゆらぎ荘の幽奈さん（ナレーション）
- つくもがみ貸します（おきの）
- 進撃の巨人（2018年 - 2022年、フリーダ・レイス） - 2シリーズ
- ゴブリンスレイヤー（2018年 - 2023年、魔女） - 2シリーズ
- 閃乱カグラ SHINOVI MASTER -東京妖魔篇-（両備）
- ガイコツ書店員 本田さん（ペストマスク、電話2、クレームさん、ギャル美、のぞみ 他）
- メルクストーリア -無気力少年と瓶の中の少女-（セレナ、フォルナ、ヴォイシア）
- 抱かれたい男1位に脅されています。（黒川百合江）

2019年
- BanG Dream!（2019年 - 2022年、宇田川巴） - 2シリーズ + 1作品
- ドメスティックな彼女（橘陽菜）
- 魔法少女特殊戦あすか（ラウ・ペイペイ）
- W'z《ウィズ》（ユキネ〈荒城幸音〉）
- 聖闘士星矢 セインティア翔（邪蛇 / 邪神）
- revisions リヴィジョンズ（チハル・イスルギ）
- マナリアフレンズ（アン）
- ぱすてるメモリーズ（ドールB）
- 臨死!!江古田ちゃん（ギャルA）
- アイカツフレンズ!〜かがやきのジュエル〜（天翔ひびき）
- かつて神だった獣たちへ（ライザ）
- グランベルム（アンナ・フーゴ）
- 異世界チート魔術師（グラミ〈謎の女〉）
- ロード・エルメロイII世の事件簿 -魔眼蒐集列車 Grace note-（支配人代行）
- ありふれた職業で世界最強（2019年 - 2025年、ティオ・クラルス） - 3シリーズ
- ファンタシースターオンライン2 エピソード・オラクル（2019年 - 2020年、エコー）
- ゾイドワイルド ZERO（2019年 - 2020年、ジョー・アイセル）
- ノー・ガンズ・ライフ（2019年 - 2020年、オリビエ・ファンデベルメ） - 2シリーズ
- PSYCHO-PASS サイコパス 3（小宮カリナ）
- Dr.STONE（2019年 - 2025年、北東西南） - 6シリーズ + 特別編
- アイカツオンパレード!（2019年 - 2020年、エルザ フォルテ、天翔ひびき）

2020年
- 魔術士オーフェンはぐれ旅（2020年 - 2023年、アザリー） - 4シリーズ
- 異種族レビュアーズ（アロエ）
- ID:INVADED イド：インヴェイデッド（菊池桂子）
- ＜Infinite Dendrogram＞-インフィニット・デンドログラム-（マリー・アドラー / 一宮渚）
- 織田シナモン信長（マルタロウの飼い主、ネネ）
- LISTENERS リスナーズ（シュテュル・ノイバウテン）
- 富豪刑事 Balance:UNLIMITED（ヨーコ）
- 神之塔 -Tower of God-（2020年 - 2024年、ファリョン〈カレン〉、ユト） - 3シリーズ
- 乙女ゲームの破滅フラグしかない悪役令嬢に転生してしまった…（シリウス・ディーク〈幼少期〉 / ラファエル・ウォルト〈幼少期〉）
- ポケットモンスター（2020年 - 2021年、サイトウ）
- ドラゴンクエスト ダイの大冒険 (2020)（2020年 - 2022年、ずるぼん）
- 魔法科高校の劣等生 シリーズ（2020年 - 2024年、アンジェリーナ＝クドウ＝シールズ / アンジー・シリウス）- 2シリーズ
- おちこぼれフルーツタルト（梶野穂歩）
- ご注文はうさぎですか? BLOOM（委員長）
- ぐらぶるっ!（アン）
- 魔女の旅々（シーラ）
- 炎炎ノ消防隊 シリーズ（2020年 - 2025年、屠リ人、ゴールド） - 2シリーズ
- 名探偵コナン（2020年 - 2021年、大出杏、伊東弥生）

2021年
- はたらく細胞BLACK（白血球〈1196〉）
- 呪術廻戦（2021年 - 2023年、庵歌姫） - 2シリーズ
- アズールレーン びそくぜんしんっ!（ホノルル、セントルイス）
- 回復術士のやり直し（ケアーラ）
- SHAMAN KING（2021年 - 2022年、麻倉葉）
- 憂国のモリアーティ（アイリーン・アドラー / ジェームズ・ボンド）
- Vivy -Fluorite Eye's Song-（エステラ）
- アイカツプラネット!（リュクスサンフラワー）
- シャドーハウス（ドロシー）
- 死神坊ちゃんと黒メイド（2021年 - 2024年、ダレス） - 3シリーズ
- NIGHT HEAD 2041（小林君枝）
- ヴァニタスの手記（2021年 - 2022年、ベロニカ） - 2シリーズ
- うらみちお兄さん（蛇賀眩衣）
- ジャヒー様はくじけない!（大家）
- 迷宮ブラックカンパニー（サリー）
- 魔法科高校の優等生（アンジェリーナ＝クドウ＝シールズ）
- さんかく窓の外側は夜（美雪）
- 吸血鬼すぐ死ぬ（2021年 - 2023年、マリア） - 2シリーズ
- ルパン三世 PART6（ウェイトレス）
- 進化の実〜知らないうちに勝ち組人生〜（2021年 - 2023年、ルエイス・バルゼ） - 2シリーズ

2022年
- CUE!（鳳真咲）
- 天才王子の赤字国家再生術（フィシュ・ブランデル）
- プリンセスコネクト!Re:Dive Season 2（ノゾミ）
- 幻想三國誌 -天元霊心記-（女易者 / 冬裳）
- 永遠の831（アキナ）
- スローループ（宮野楓）
- 殺し愛（ミファ）
- 賢者の弟子を名乗る賢者（案内人）
- RPG不動産（サトナ）
- サマータイムレンダ（南方ひづる）
- ラブライブ!虹ヶ咲学園スクールアイドル同好会（三船薫子）
- カッコウの許嫁（2022年 - 2025年、海野奈美恵） - 2シリーズ
- 群青のファンファーレ（皇朱哩）
- RWBY 氷雪帝国（ワイス・シュニー）
- オリエント 淡路島激闘編（宇佐美黒子）
- 咲う アルスノトリア すんっ!（ネクロマンティア）
- Extreme Hearts（RiN）
- よふかしのうた（白河清澄）
- 金装のヴェルメイユ〜崖っぷち魔術師は最強の厄災と魔法世界を突き進む〜（ミエル）
- 継母の連れ子が元カノだった（種里円香）
- 最近雇ったメイドが怪しい（母親）
- もっと!まじめにふまじめ かいけつゾロリ（チェル）
- 陰の実力者になりたくて!（2022年 - 2023年、アイリス・ミドガル） - 2シリーズ
- 不滅のあなたへ（王妃）
- アークナイツ（2022年 - 2025年、ケルシー） - 3シリーズ
- アキバ冥途戦争（獅子エースメイド）

2023年
- アルスの巨獣（ロマーナ）
- 最強陰陽師の異世界転生記（ラビネール）
- もののがたり（？？？？ / 唐傘の付喪神 / 時雨） - 2シリーズ
- 異世界のんびり農家（グラッファルーン）
- スパイ教室（オリヴィア） - 2シリーズ
- おとなりに銀河（護国桃香）
- 東京ミュウミュウ にゅ〜♡（マドレーヌ）
- 転生貴族の異世界冒険録〜自重を知らない神々の使徒〜（エルカ）
- 異世界でチート能力を手にした俺は、現実世界をも無双する〜レベルアップは人生を変えた〜（グレナ）
- 幻日のヨハネ -SUNSHINE in the MIRROR-（ライラプス）
- Lv1魔王とワンルーム勇者（ゼニア）
- おかしな転生（レーテシュ伯）
- ゾン100〜ゾンビになるまでにしたい100のこと〜（レイカ）
- デキる猫は今日も憂鬱（優芽の母）
- わたしの幸せな結婚（2023年 - 2025年、久堂葉月） - 2シリーズ
- BanG Dream! It's MyGO!!!!!（宇田川巴）
- 聖者無双〜サラリーマン、異世界で生き残るために歩む道〜（カトレア）
- 鴨乃橋ロンの禁断推理（2023年 - 2024年、雨宮） - 2シリーズ
- 私の推しは悪役令嬢。（ユー＝バウアー）
- キボウノチカラ〜オトナプリキュア'23〜（ベル）
- ひきこまり吸血姫の悶々（カレン・エルヴェシアス）
- はめつのおうこく（シータ）
- シャングリラ・フロンティア（2023年 - 2025年、アーサー・ペンシルゴン / 天音永遠、鉛筆戦士）- 2シリーズ
- ダークギャザリング（花魁 / 魄啜繚乱弟切花魁）
- ビックリメン（マリア）

2024年
- SHAMAN KING FLOWERS（麻倉花、麻倉葉）
- 魔女と野獣（イオーネ）
- め組の大吾 救国のオレンジ（アルトーネン響）
- 魔法少女にあこがれて（ロードエノルメ）
- メタリックルージュ（エヴァ・クリステラ）
- ダンジョン飯（マイヅル、山姥）
- HIGHSPEED Étoile（浅河カナタ）
- アストロノオト（ハルト）
- 出来損ないと呼ばれた元英雄は、実家から追放されたので好き勝手に生きることにした（リゼット）
- FAIRY TAIL 100年クエスト（カラミール）
- ATRI -My Dear Moments-（キャサリン）
- VTuberなんだが配信切り忘れたら伝説になってた（朝霧晴、リアス・グレモリー）
- なぜ僕の世界を誰も覚えていないのか?（ヴァネッサ）
- 多数欠（女王 / 如月麻里亜）
- 村井の恋（田中）
- ドラゴンボールDAIMA（2024年 - 2025年、ドクター・アリンス）
- 魔王様、リトライ!R（桐野悠）
- 科学×冒険サバイバル!（2024年 - 2025年、クオ博士）
- ラブライブ!スーパースター!!（夏美・冬毬の母）
- メカウデ（アマリリス）
- 魔王2099（マグ＝ロサンタ）
- 凍牌〜裏レート麻雀闘牌録〜（2024年 - 2025年、アイ）
- きのこいぬ（ほたるの母）

2025年
- 妃教育から逃げたい私（シェリー）
- 花は咲く、修羅の如く（西園寺修羅）
- FARMAGIA（シャルロ、リサーン）
- もめんたりー・リリィ（えりかの母）
- アラフォー男の異世界通販（カナン）
- カードファイト!! ヴァンガード Divinez（美夜呼ルカ）- 2シリーズ
- 一瞬で治療していたのに役立たずと追放された天才治癒師、闇ヒーラーとして楽しく生きる（カーミラ）
- ざつ旅-That's Journey-（天空橋りり）
- Aランクパーティを離脱した俺は、元教え子たちと迷宮深部を目指す。（マローナ）
- 俺は星間国家の悪徳領主!（女将、ティア隊騎士）
- ある魔女が死ぬまで（エルドラ）
- TO BE HERO X（ボワール）
- ずたぼろ令嬢は姉の元婚約者に溺愛される（ミオ）
- 薫る花は凛と咲く（紬杏子）
- サイレント・ウィッチ 沈黙の魔女の隠しごと（ブリジット・グレイアム）
- まったく最近の探偵ときたら（ベロニカ）
- 転生したら第七王子だったので、気ままに魔術を極めます（アナスタシア）
- 強くてニューサーガ（ユーリガ）
- 異世界マンチキン -HP1のままで最強最速ダンジョン攻略-（ネフィリア・カース）

### 劇場アニメ
2008年
- 超劇場版ケロロ軍曹3 ケロロ対ケロロ天空大決戦であります!（女C）

2010年
- 劇場版“文学少女”

2011年
- 劇場版 そらのおとしもの 時計じかけの哀女神（風音日和）
- 劇場版 ハヤテのごとく! HEAVEN IS A PLACE ON EARTH（剣野カユラ）
- 映画けいおん!（秋山澪）

2012年
- 映画 スマイルプリキュア! 絵本の中はみんなチグハグ!（シンデレラ）
- 劇場版イナズマイレブンGO vs ダンボール戦機W（フラン）

2013年
- 劇場版 とある魔術の禁書目録 -エンデュミオンの奇蹟-（シャットアウラ＝セクウェンツィア）
- アルヴ・レズル -機械仕掛けの妖精たち-（比良坂唯）
- リトルウィッチアカデミア（ダイアナ）
- 劇場版 花咲くいろは HOME SWEET HOME（四十万縁〈幼少期〉）
- ハル（くるみ）

2014年
- モーレツ宇宙海賊 ABYSS OF HYPERSPACE -亜空の深淵-（リン・ランブレッタ）
- そらのおとしものFinal 永遠の私の鳥籠（風音日和）
- たまこラブストーリー（北白川ひなこ）

2015年
- 劇場版 境界の彼方 -I'LL BE HERE- 未来篇（未来の先祖）
- リトルウィッチアカデミア 魔法仕掛けのパレード（ダイアナ・キャベンディッシュ）
- 映画 ハイ☆スピード!-Free! Starting Days-（竜ヶ崎怜〈小学生〉）

2016年
- 劇場版selector destructed WIXOSS（戸賀崎幸〈ハナレ〉）
- planetarian 〜星の人〜（ヨブ）
- 劇場版マジェスティックプリンス 覚醒の遺伝子（クギミヤ・ケイ）

2017年
- 青鬼 THE ANIMATION（波多野美冬）
- 劇場版 トリニティセブンシリーズ（2017年 - 2019年、山奈ミラ） - 2作品
- 劇場版 魔法科高校の劣等生 星を呼ぶ少女（アンジェリーナ＝クドウ＝シールズ）
- ノーゲーム・ノーライフ ゼロ（コローネ・ドーラ）
- 劇場版 生徒会役員共シリーズ（2017年 - 2021年、天草シノ） - 2作品
- 魔法少女リリカルなのは Reflection / Detonation（2017年 - 2018年、イリス） - 2部作
- 劇場版 響け!ユーフォニアム〜届けたいメロディ〜（斎藤葵）

2018年
- 劇場版マクロスΔ 激情のワルキューレ（クレア・パドル）
- さよならの朝に約束の花をかざろう（ディタ）
- 劇場版 七つの大罪 天空の囚われ人（ガラ）
- モンスターストライク THE MOVIE ソラノカナタ（ルシファー）

2019年
- 劇場版 ダンジョンに出会いを求めるのは間違っているだろうか -オリオンの矢-（フレイヤ）
- フレームアームズ・ガール〜きゃっきゃうふふなワンダーランド〜（源内あお）
- 劇場版 Free!-Road to the World-夢（竜ヶ崎怜〈小学生時代〉）
- BanG Dream! FILM LIVE / 2nd Stage（2019年 - 2021年、宇田川巴） - 2作品

2020年
- PSYCHO-PASS サイコパス 3 FIRST INSPECTOR（小宮カリナ）
- モンスターストライク THE MOVIE ルシファー 絶望の夜明け（ルシファー）

2021年
- 劇場版 BanG Dream! Episode of Roselia I・II（宇田川巴） - 2部作

2022年
- 劇場版 BanG Dream! ぽっぴん'どりーむ!（宇田川巴）

2023年
- らくだい魔女 フウカと闇の魔女（メガイラ）
- 劇場版 美少女戦士セーラームーンCosmos（セーラーレッドクロウ） - 前後編
- 劇場版 乙女ゲームの破滅フラグしかない悪役令嬢に転生してしまった…（アルクス）

2024年
- 劇場版モノノ怪 唐傘 / 火鼠（2024年 - 2025年、時田フキ） - 2部作

2025年
- アズワン/AS ONE（2025年、キザナ）

### OVA
2009年
- CLANNAD 〜AFTER STORY〜 「もうひとつの世界 杏編」（生徒） - DVD第8巻収録
- 東方奇闘劇3（霧雨魔理沙）
- ファイナルファンタジーVII アドベントチルドレン コンプリート（エッジの住人）

2010年
- 足洗邸の住人たち。（笠森・仙） - コミックス第10巻 DVD付き限定版
- 聖痕のクェイサー 〜女帝の肖像〜（桂木華） - コミックス第10巻 DVD付き限定版

2011年
- IS〈インフィニット・ストラトス〉 アンコール 「恋に焦がれる六重奏」（篠ノ之箒）
- これはゾンビですか?（2011年 - 2012年、セラ〈セラフィム〉） - 小説第8・10巻 DVD付き限定版/コミックス第6巻 BD付き限定版
- 生徒会役員共（2011年 - 2020年、天草シノ） - OVA4作品 + コミックス第5–19巻 DVD付き限定版

2012年
- コードギアス 亡国のアキト（2012年 - 2016年、香坂アヤノ）
- CØDE:BREAKER（2012年 - 2013年、桜小路桜） - コミックス第22–24巻 DVD付き限定版
- 乃木坂春香の秘密 ふぃな〜れ♪（雛咲祝）
- ハイスクールD×D（2012年 - 2015年、リアス・グレモリー） - 小説第13・15・DX.1・DX.2巻 BD付き限定版

2013年
- 夜桜四重奏 〜ツキニナク〜（2013年 - 2014年、松平撫子） - コミックス第14–16巻 DVD付き限定版
- ヤマノススメ（2013年 - 2015年、斎藤楓、園児C） - 2シリーズ
- ロウきゅーぶ!（永塚紗季） - PSPソフト『ロウきゅーぶ! ひみつのおとしもの』限定版同梱DVD

2014年
- IS 〈インフィニット・ストラトス〉2 ワールド・パージ編（篠ノ之箒） - 小説第8巻 DVD付き限定版
- 彼女がフラグをおられたら（英雄崎凛） - 小説第11巻 DVD付き限定版
- ハヤテのごとく!（剣野カユラ） - コミックス第43巻 DVD付き限定版
- マギ シンドバッドの冒険 迷宮バアル攻略篇（エスラ） - コミックス第3・4巻 DVD付き限定版

2015年
- 一騎当千 Extravaganza Epoch（武蔵坊弁慶）
- 閃乱カグラ ESTIVAL VERSUS -水着だらけの前夜祭-（両備）
- トリニティセブン 7人の魔書使い 「七つの大罪と七魔道士」（山奈ミラ） - コミックス第11巻 BD付き限定版
- ヤンキー君とメガネちゃん（足立花） - 『山田くんと7人の魔女』 BD・DVD上巻BOX特典

2016年
- クイーンズブレイド グリムワール（セイテン） - 2作品
- ばくおん!!（たづ子） - コミックス第7巻 DVD付き限定版
- ビキニ・ウォリアーズ（2016年 - 2018年、ファイター） - 2作品

2017年
- おしえて! ギャル子ちゃん（ギャル子姉） - コミックス第4巻 BD付き限定版
- 『sin 七つの大罪』ショートアニメ「懺悔録」（マモン） - Web未公開エピソード
- NEW GAME! Lv.EX（八神コウ） - 第1期全巻購入特典OVA
- ヤマノススメ おもいでプレゼント（斎藤楓）

2018年
- ヴァイオレット・エヴァーガーデン Extra Episode（イルマ・フェリーチェ） - BD・DVD第4巻収録
- ゆらぎ荘の幽奈さん（2018年 - 2020年、ナレーション、宮崎日和） - コミックス第11・12・13・24巻 BD付き限定版
- 境界線上のホライゾン（糟屋・武則） - Blu-ray BOX特典

2019年
- ありふれた職業で世界最強（2019年 - 2022年、ティオ・クラルス） - 2シリーズ

2020年
- ゴブリンスレイヤー -GOBLIN'S CROWN-（魔女）

2022年
- 憂国のモリアーティ〜百合の追憶〜（ジェームズ・ボンド）
- えの素THE ANIMATION（葛原縁） - アニメ化クラウドファンディングプロジェクト
- ありふれた職業で世界最強 幻の冒険と奇跡の邂逅（ティオ・クラルス） - 小説第13巻特装版

2024年
- わたしの幸せな結婚（久堂葉月） - 小説第8巻BD付き同梱版
- コードギアス 奪還のロゼ（香坂アヤノ）

### Webアニメ
2010年代
- カッコカワイイ宣言! 第2期（2011年、かおちゃん）
- アニメで分かる心療内科（2015年、官越いやし）
- ヘタリア The World Twinkle（2015年、モナコ、ブタ）
- マスター・オブ・トルク（2015年 - 2016年、七宝瑠璃子、天羽騨〈7歳〉） - 2作品
- アイドロップス（2016年 - 2018年、ネオスチグミンメチル硫酸塩） - 1シリーズ + Special Episode
- モンスターストライク（2016年 - 2019年、ルシファー）
- 『sin 七つの大罪』ショートアニメ「懺悔録」（2017年、マモン）
- センリツのルシファー ただひとつの始まりの歌（2017年、ルシファー）
- モンソニ! ダルタニャンのアイドル宣言（2017年、ルシファー）
- みるタイツ（2019年、中紅ユア）
- 7SEEDS（2019年 - 2020年、末黒野花） - 2シリーズ
- 銀魂 〜モンスターストライク編〜 その2（2019年、ルシファー）
- ノー・ガンズ・ライフ ミニ（2019年 - 2020年、オリビエ・ファンデベルメ）

2020年代
- アイカツオンパレード!（2020年、エルザ フォルテ）
- ゼノンザード THE ANIMATION（2020年、メディーラ・バラーニ）
- ぶらどらぶ（2021年、墨田仁子）
- 天空侵犯（2021年、日下部弥生）
- 爆丸ジオガンライジング（2021年 - 2022年、ヴァイロック、アルティメットヴァイロック）
- TVアニメ『SHAMAN KING』ミニアニメ「ふんばり温泉 繁盛記」（2021年、麻倉葉）
- BASTARD!! -暗黒の破壊神-（2022年 - 2023年、アーシェス・ネイ） - 2シリーズ
- はたらく魔王さま!! ちいちゃい!魔王さま!!（2022年 - 2023年、遊佐恵美）
- ロマンティック・キラー（2022年、怪しい女 / 岸優花菜）
- 伊藤潤二『マニアック』より「屋根裏の長い髪」（2023年、チエミ）
- 爆丸レジェンズ（2023年、ヴァイロック）
- PLUTO（2023年、アトム）
- T・Pぼん（2024年、白石鉄男） - 2シリーズ
- 〈物語〉シリーズ オフ&モンスターシーズン（2024年、日傘星雨）
- KUROMI’S PRETTY JOURNEY ～はちゃめちゃ！マルチバース大脱出！〜（2024年）
- UZUMAKI: Animated TV Series（2024年、関野恭子）
- ノモの国（2025年、ナツナ）
- げっかん！なんものアニメ（2025年、大さんせいうお、にんげん）

### ドラマCD
2007年
- スケッチブック 〜Full Color's〜 Sketch Book Stories 〜前夜祭〜（根岸みなも）

2008年
- JADE（GEM2）

2009年
- とらドラ! Drama CD Vol.3（家族客A）
- SPECIAL CD マリア様がみてる vol.4（女生徒）
- れでぃ×ばと!（女生徒）
- ラグナロクオンライン コンプリート・サウンドトラック（女の子、猫、たれ猫、ナレーション 他）※ドラマパート
- カーニヴァル 「飛べない翼/人魚の瓶」（ツバキ）
- 這いよれ! ニャル子さん シリーズ 『這いよれ! ニャル子さん』/『EX』/『DX』/『GX』（2009年 - 2011年、暮井珠緒）
- どみなのド!（怒皆ひかり） - 『チャンピオンRED』 2010年1月号付録
- 俎上の鯉は二度跳ねる Vol.1 - 2（野上美奈子）
- 海の御先（鳴海雫） - コミックス第6巻 ドラマCD付き限定版
- Rio Sound Hustle! Mint盛（リンダ）※ドラマパート

2010年
- アクエリアンエイジ（明音鈴） - 望刻の塔スペシャルBOX
- 幻想郷御伽草子 Witches gathering（霧雨魔理沙）
- ちゅーぶら!! 「CHU music×BRA drama」（天草清乃）
- いちばんうしろの大魔王 「いちばんうしろにあるキモチ」（服部絢子）
- 先輩も後輩も幼なじみもツンデレで眠れないCD（高梨歩）
- らんらん コミックドラマCD（らんらん）
- 妄想少女（北原紗衣）
- はやて×ブレード（士道美沙子） - コミックス第13巻 ドラマCD付き限定版
- 生徒会役員共 サウンドトラック シノ盤（天草シノ）
- グリードパケット∞（プリケ） - コミックス第4巻 ドラマCD付き限定版/『電撃マ王』 2011年1月号付録
- ジンキ・エクステンド リレイション ドラマCD（エルニィ立花）
- かみせん。（姫宮真琴）
- 氷結鏡界のエデン 楽園幻想（エリエ・レッセント）

2011年
- せんごくっ!? 〜悠久乱世恋華譚〜 「どきどきっ!? 〜天下分け目の花嫁修業!!〜」（伊達ムネ子）
- これはゾンビですか？ はい、波乱盤上（ドラマCD↑↑）です。（セラ〈セラフィム〉）
- 空色パンデミック（穂高結衣）
- はやて×ブレード ウルトラドラマCD 「さんばん星！ 漂流つめあわせ！」（士道美沙子）
- ロウきゅーぶ! シリーズ 『ロウきゅーぶ!』/『いんたーばる』 Vol.1 - 3（永塚紗季）
- 足洗邸の住人たち。（笠森・仙） - コミックス第11・12巻 ドラマCD付き限定版
- くすりのマジョラム（馬放ユキ）
- ダンガンロンパ アナザーストーリーCD 『白版』/『黒版』（霧切響子）
- 恋愛遺伝子XX（九重サクラ） - コミックス第1巻 限定版A
- 萌えよ!戦車学校（2011年 - 2020年、ヒルデガルド・カイル） - V型・戦後編III型 ドラマCD付き限定版
- DOG DAYS ドラマBOX vol.1 - 3（ブリオッシュ・ダルキアン、レザン王子）
- AKIBA'S TRIP オリジナルドラマCD BACK-STORIES（文月瑠衣）
- 世界でいちばん強くなりたい!（宮澤エレナ） - コミックス第1巻 ドラマCD付き限定版
- 〆切様におゆるしを（〆切神・ナキリ）
- ほしいもパラダイス2 〜万能ネギ男を救出せよ!〜（洗濯物、スルメーニャ）
- つきツキ! シリーズ 第1弾/第2弾『呪いの刀は寂しがり屋』（マキナ）
- ヘルズキッチン（美波サガネ）
- ごぶごぶちゃん☆ シチュエーションドラマCD 先生編（新米の先生）
- L♥DK（渋谷萌） - コミックス第8巻 ドラマCD付き限定版

2012年
- わたしに××しなさい!（氷室雪菜） - コミックス第8・9・10巻 ドラマCD付き限定版
- たいようのいえ（ちーちゃん〈千尋〉） - コミックス第5・6巻 ドラマCD付き限定版
- アリアンロッド・サガ（ヒルデガルド・ゴーダ） - ファンブック Kind of Magic
- これは波乱盤上（ドラマCD↑↑）ですか？ もう！そうなんでしょ！（セラ〈セラフィム〉）
- 10歳の保健体育（2012年 - 2015年、長宗我部和恋） - 小説第5・6・8巻 ドラマCD付き限定版
- 家電探偵は静かに嗤う。（小野寺アンヌ） - 『チャンピオンRED』 2012年12月号付録
- 戦国コレクション オリジナルドラマCD（復讐ノ牙・明智光秀）
- なれる!SE（薬院加奈子）
- 魔法科高校の劣等生（黒羽亜夜子）※オーディオドラマDVD
- IS 〈インフィニット・ストラトス〉 特製小説CDパック（篠ノ之箒）
- 伏 銀華と氷刃の猟奇録 巻之弐（滝沢）

2013年
- IS 〈インフィニット・ストラトス〉 オリジナルドラマシリーズ Vol.1 feat.篠ノ之箒（篠ノ之箒）
- 断裁分離のクライムエッジ CRIMEEDGE DRAMA CD 「二人のその前」（四方堂瑠架）
- 惡の華 ドラマCD 「惡の蕾」（佐伯奈々子）
- 思春期生命体ベガ（ベガ） - コミックス ドラマCD付き限定版
- いますぐお兄ちゃんに妹だっていいたい! 「いますぐお兄ちゃんに誰か一人を選んでっていいたい!」（拝田希実花）
- ファンタシースターオンライン2 「Project ドリームアークス!」（エコー）
- ハイスクールD×D NEW オリジナルドラマCD 謎の太巻き寿司です! 『接触篇』/『発動篇』（リアス・グレモリー）
- コードギアス 亡国のアキト Sound Episode Vol.1 - 3（2013年 - 2016年、香坂アヤノ）

2014年
- こももコンフィズリー 「ようこそ、メリメロへ！」（二ノ宮胡桃） - 『花とゆめ』 2014年6号付録
- IS 〈インフィニット・ストラトス〉 オリジナルボイスドラマ feat.インフィニット・ラバーズ（篠ノ之箒）
- ろんぐらいだぁす! 「らじおらいだぁす! コレクションディスク」（高宮紗希）
- 電波教師（桃園マキナ） - コミックス第12巻 ドラマCD付き限定版

2015年
- ファンタシースターオンライン2 「アイドル・カプリッチオ」（エコー）
- あかいいと（橘千紘） - コミックス第8巻 ドラマCD付き限定版
- ラストゲーム（九条美琴） - 『LaLa』 2015年7月号付録 / コミックス第8・11巻 ドラマCD付き限定版
- ハイスクールD×D BorN オリジナルドラマCD あぶだくしょんERO（リアス・グレモリー）

2016年
- 映画 ハイ☆スピード!-Free! Starting Days- ドラマCD 「岩鳶中学水泳部 活動日誌」（竜ヶ崎怜〈小学生〉）
- NEW GAME! ドラマCD Vol.1 - 3（八神コウ）
- RealTime-LOG #02（神宮寺しずく）
- 編隊少女 -フォーメーションガールズ- ドラマCD 「お風呂だョ！ 軍人集合！」（イザベル・ランカスター）

2017年
- フレームアームズ・ガール シリーズ 『フレームアームズ・ガール』 / 『mk-II』 / 『R-1』 / 『R-2』、『創彩少女庭園』コラボ Vol.1 - 2（2017年 - 2023年、源内あお）
- 天使の3P!（永塚紗季）
- はたらく魔王さま! ドラマCD 「魔王、捨て猫を拾う」（遊佐恵美、アラス・ラムス）
- わさんぼん〜和菓子屋顛末記〜 シリーズ 『花』 / 『鳥』 / 『風』 / 『月』（2017年 - 2022年、桜葉杏）
- NEW GAME!! ドラマCD Vol.1 - 3（八神コウ）
- 機動戦士ガンダム 鉄血のオルフェンズ EPISODE DRAMA 弐（ラフタ・フランクランド）

2018年
- ヤンキーショタとオタクおねえさん（佐伯かづ子）
- 『アイカツ！』&『アイカツスターズ！』 スペシャルドラマCD（エルザ フォルテ）
- 王子様には毒がある。（仁保マキ） - コミックス第7巻 ドラマCD付き限定版
- 妖怪学校の先生はじめました！ Vol.1 - 2（2018年 - 2021年、座敷紅子）
- プリンセスコネクト！Re:Dive PRICONNE CHARACTER SONG（2018年 - 2020年、ノゾミ） - 3作品

2019年
- アズールレーン 【ユニオン編II】（セントルイス）
- 『アイカツフレンズ!』 ドラマCD2 「湯けむり！温泉旅行の巻」（天翔ひびき）

2020年
- 薬屋のひとりごと（玉葉） - 小説第9巻 ドラマCD付き限定版
- スカーレット・ウィザード 幻の邂逅（クーア中尉〈ジャスミン〉）※CDブック

2023年
- おかしな転生 ドラマCD2（レーテシュ）

### 吹き替え

#### 映画
- ハッピーウエディング 〜私が彼に決めた理由〜（2007年、マギー）
- レジェンド・オブ・ゾロ（2008年、ルーペ） - 日本テレビ版
- ライフ・ドア 黄昏のウォール街（2009年）
- 斬撃-ZANGEKI-（2009年、シャーロット〈スカイ・ベネット〉）
- アメリカン・グラフィティ（2011年、キャロル・モリソン〈マッケンジー・フィリップス〉） - BD版
- スクリーム4: ネクスト・ジェネレーション（2011年、ジル・ロバーツ〈エマ・ロバーツ〉）
- イントルーダーズ（2012年、ミア〈エラ・パーネル〉）
- 三銃士/王妃の首飾りとダ・ヴィンチの飛行船（2012年、コンスタンス・ボナシュー〈ガブリエラ・ワイルド〉[907]） - テレビ朝日版
- クリーブランド監禁事件 少女たちの悲鳴（2015年、ジーナ・デヘスース〈ケイティ・サリフ〉）
- サウンド・オブ・ミュージック（2015年、リーズル〈シャーミアン・カー〉[908]） - 製作50周年記念版
- カンフー・ヨガ（2017年、シーフェア[909]）
- マガディーラ 勇者転生（2018年、ミトラ / インドゥ〈カージャル・アグルワール〉[910]）
- キャプテン・マーベル（2019年、ミン・エルヴァ〈ジェンマ・チャン〉[911]）
- ゴーストバスターズ/アフターライフ（2022年、ラッキー〈セレステ・オコナー（英語版）〉[912]）
- スパイダーヘッド（2022年、ヘザー〈テス・ハウブリック（英語版）〉）
- エスケープ・ルーム2：決勝戦 (エクステンデッド・エディション)（2022年、クレア〈イザベル・ファーマン〉[913]）
- メデジン 麻薬カルテルをぶっ潰せ!（2023年）
- ハロウィン・キラー!（2023年、若パム〈オリヴィア・ホルト〉）
- ゴーストバスターズ/フローズン・サマー（2024年、ラッキー〈セレステ・オコナー〉[914]）

#### ドラマ
- 北京バイオリン（2007年）
- WITHOUT A TRACE/FBI 失踪者を追え! シーズン4 #8（2008年、ベッキー・グロールニック〈アンドレア・ボーウェン〉）
- 風の国（2009年、医局の女）
- 花より男子〜Boys Over Flowers（2009年、山野美奈子〈ミン・ヨンウォン〉）
- 恋するメゾン。〜Rainbow Rose〜（2012年、ボア〈チョ・ボア〉）
- glee/グリー シーズン3–4, 6（2013年、シュガー・モッタ〈ヴァネッサ・レンジーズ〉）
- TWO WEEKS（2014年、ソ・イネ〈パク・ハソン〉）
- ザ・ロイヤルズ（2015年 - 2018年、エレノア王女〈アレクサンドラ・パーク〉） - 4シリーズ
- ザ・ロッジ（2019年、スカイ・ハート〈ソフィー・シムネット〉[915]）
- アレックス・ライダー（2020年 - 2024年、カイラ・ヴァシェンコ・チャオ〈マルリ・シウ〉[916]） - 3シリーズ
- ザ・ネバーズ（2021年、メアリー・ブライトン〈エレノア・トムリンソン〉[917]）
- グッド・サム 外科医親子のパワーゲーム（英語版）（2022年、レックス・トゥルーリー〈スカイ・Ｐ・マーシャル〉[918]）
- 浮気なママル（2022年、アマンディーヌ〈メリア・クライリング〉）
- バンディドス（2024年 - 2025年、リリ〈エステル・エスポシト〉） - 2シリーズ
- イカゲーム シーズン3（2025年）

#### アニメ
- チャギントン（2009年、パイパー[919]）
- ネクスト・アベンジャーズ 〜未来のヒーローたち〜（2012年、トーラン） - ディズニーXD版
- RWBY（2015年 - 2023年、ワイス・シュニー[920]） - 9シリーズ
- ラウド・ハウス（2021年、ロリ、ルーシー[921]）
- ナタ転生（2021年、彩雲）
- 天官賜福（2021年 - 2024年、霊文[922]） - 2シリーズ
- ジャスティス・リーグｘRWBY: スーパーヒーロー＆ハンターズ（2023年、ワイス・シュニー[923]）
- 攻略うぉんてっど!〜異世界救います!?〜（2023年、イノー[924]）
- この恋で鼻血を止めて（2025年、シャニーナ[925]）

#### その他
- ダイナソートラベラーズ 飛行の起源をさぐれ！（2013年、ルーシー[926]）

### ナレーション
- ファミ通プレゼンツ PSストア ゲーム ベスト10（2010年1月28日 - 2014年3月20日、PlayStation 3専用配信番組）
- あにてれ Presents アニソ〜ンぷらす（2010年5月、テレビ東京）
- 24時間テレビ ありがとう〜今、あの人に伝えたい〜（2010年8月29日、日本テレビほか）
- 感動の舞台裏90日!24時間テレビTOKIOと241人の大コンサート!!完全版（2010年9月4日、日本テレビほか）
- 『GAME DIGGIN』〜ゲームアーカイブスの魅力を掘り起こせ〜（2010年10月14日 - 2013年12月26日、PlayStation Store・ニコニコ動画）
- リアル×ワールド #14「On Call 〜救命救急24時〜」（2011年6月12日、日本テレビ）
- NHK高校講座オリエンテーション2012（2012年3月27日 - 4月13日、NHK総合）
- tvk開局40周年記念 tvkアニメまつり2012（2012年3月31日、テレビ神奈川）かなみぃ
- NHKプレマップ（2012年4月3日、NHK総合）
- NHKスペシャル 「コンピューター革命 最強×最速の頭脳誕生」（2012年6月3日、NHK総合）[927]
- 劇場版『東京スカイツリー 世界一のひみつ』（2012年7月28日公開）ジョンピー[928]
- 加藤浩次の本気対談!コージ魂!!（2012年10月4日 - 2015年3月22日、BS日テレ）[929]
- カイモノラボ（2012年11月2日、TBSテレビ）秋山澪
- ZAQ First LIVE TOUR 2015「NEXT Lab.」（2015年2月11日/21日/22日）オープニングナレーション
- イチから住 〜前略、移住しました〜（2015年5月3日 - 9月20日、テレビ朝日）[930]
- 【読み語り版】4th Album『L-エル-』Story Book（2016年10月17日 - 11月23日、GYAO!）アンナ[931]
- 冬の宮城を思う存分楽しんで！ 〜K-POPアイドルをご招待〜（2017年3月20日、ミヤギテレビ）[932]
- アニメマシテ（2017年4月、テレビ東京）
- 極上!スイーツマジック（2017年6月14日/21日/28日、NHK BSプレミアム）[933]
- K-POPアイドルが体当たり取材!!サンドが選ぶ韓国江原道オススメの旅（2017年8月26日、ミヤギテレビ）[934]
- デッドリー・ゲーム: 生存のルール（2017年11月15日/22日/29日、ナショジオ）
- NHK WORLD presents SONGS OF TOKYO（2018年1月8日/9日、NHK総合）
- 神崎エルザ starring ReoNa × ReoNa Special Live “AVATAR”（2018年7月25日）
- 小倉唯 LIVE TOUR 2019「Step Apple」（2019年4月6日 - 5月4日）魔女[935]
- ドリカム 30周年前夜祭 〜ENERGY for ALL〜（2019年5月6日、スカチャン1）[936]
- 神崎エルザ starring ReoNa × ReoNa Special Live “Re:AVATAR”（2019年7月25日）
- 林修の今でしょ！講座 2時間スペシャル（2021年1月26日、テレビ朝日）[937]
- ツギツギ！〜世界は案外つながってる!!〜（2021年2月11日、NHK総合）ツギコ
- 修造&一茂のイミシン
  - 〜東京五輪へ！やっぱりアスリートはスゴいぞ！SP〜（2021年7月2日、テレビ朝日）[938]
  - 〜世界体操だ！羽生だ！メダリストの名場面SP〜（2021年10月22日、テレビ朝日）[939]
  - 〜北京オリンピック名場面SP〜（2022年2月25日、テレビ朝日）[940]
  - 〜W杯日本サッカー歴史的快挙！生放送で語り尽くそう〜（2022年12月2日、テレビ朝日）
  - 〜W杯日本代表が緊急出演!大谷翔平&村神様SP〜（2022年12月13日、テレビ朝日）
  - 修造&一茂のイミシン（2023年2月18日、テレビ朝日）
- ウラ飯や!（2022年1月16日/4月9日、テレビ朝日）
- 神崎エルザ starring ReoNa × ReoNa Special Live “AVATAR 2024”（2024年10月19日）
- Sony - NURO 光（2024年11月13日、YouTube）
- 楽しく学ぶ!世界動画ニュース 2時間スペシャル（2025年2月13日/4月24日/5月15日、テレビ朝日）
- 村上佳菜子のWORK×QUEEN 〜名古屋の輝く女性たち〜（2025年5月1日、東海テレビ）

### CM・PV
CM
- スターチャイルド（ラジオCM：提供CM）
- アニマックス（テレビCM）
- 秋田書店 『チャンピオンRED』（テレビCM）
- 三菱ふそう（2010年、ラジオCM）
- 角川書店 『月刊ニュータイプ』 2010年9月号（2010年、テレビCM）秋山澪
- azusa 『夢ノート』（2011年、テレビCM）※顔出し出演
- Mobage 『ガールズ☆バトルスクール』（2012年、テレビCM）
- サンデーCM劇場 『電波教師』（2012年、テレビCM）桃園マキナ
- ダッシュエックス文庫 『六花の勇者』（2015年、テレビCM）
- ダッシュエックス文庫 『はてな☆イリュージョン』（2015年、テレビCM）
- 芳文社 『まんがタイムきららキャラット』（2016年、テレビCM）八神コウ
- 『Shadowverse』 第3弾カードパック Rise of Bahamut バハムート降臨（2016年、テレビCM）アン
- COMIC メテオ 『理系が恋に落ちたので証明してみた。』（2017年、テレビCM）氷室菖蒲
- 日笠・日高のお日様ぐみ!（2018年、テレビCM）※顔出し出演
- ユニ・チャーム 「ソフィ ソフトタンポン」 ドライブ旅行篇（2018年、テレビCM）
- 『プリンセスコネクト!Re:Dive』 神撃のバハムート&マナリアフレンズコラボ（2019年、テレビCM）アン
- 講談社コミックス 『SHAMAN KING』（2021年、テレビCM）麻倉葉
- めちゃコミックCM「偽装カレシに愛されてしまいました」（2021年、YouTube）
- マウントレーニアブラック野菜ジュース棚に配属だってよ（2023年、Twitter）

PV
- イブニング 『たんさんすいぶ』 スペシャルPV（2015年、マークVI）
- 100秒でわかるモンストアニメ（2016年、ナレーション）
- 村井の恋（2019年、田中）
- 『戦争は女の顔をしていない』 試し読みPV（2020年、ブレウス大尉 / ナレーション）
- コミックNewtype 『This Is It! 制作進行東雲次郎』 ティザー動画（2020年、仁梓村亜美）
- GA文庫 『パワー・アントワネット』（2020年、ナレーション）
- 電撃文庫 『統京作戦〈トウキョウフィクション〉』（2021年、朗読）
- 電撃文庫 『ドラキュラやきん！』（2021年、アイリス・イェレイ、朗読）
- 電撃文庫 『ねえ、もっかい寝よ？』（2021年、朗読）
- 少年のアビス（2021年 - 2023年、柴沢由里）
- ライフサポートアプリ Haveroid by goo（2021年、源内あお）
- 花は咲く、修羅の如く（2021年、薄瀬瑞希）
- 魔法少女201（2024年 - 2025年、藤山忍(セクシーフジヤマ））
- 平成敗残兵☆すみれちゃん（2024年、東条すみれ）
- 包帯ごっこ（2024年、広瀬いつき）
- みにくい遊郭の子（2025年、ナレーション）

### デジタルコミック・ボイスコミック
- VOMIC ヘタコイ（2008年、花木琴乃）
- VOMIC フライハイ!（2009年、宇野夏澄）
- 瞳のフォトグラフ +Voice（2010年、久家イヅミ）
- ドラキュラやきん!（2021年、アイリス・イェレイ[960][961]）
- 踏んだり、蹴ったり、愛したり（2022年 - 2024年、久栖佳帆[962]）
- 人造人間100（2022年 - 2023年、人造人間No100[963]）
- 亜人ちゃんは語りたい（2023年、佐藤早紀絵[964]）
- シェパードハウス・ホテル（2024年、ノラ・トリックス[965]）
- 小羊虎を成す（2024年、窮姫[966]）
- 乙女ゲームの悪役令嬢に転生したけどフォロワーが布教してた知識しかない（2024年、マルグリット / 前世の私[967]）
- Dear Anemone（2024年、アネモネ[968]）
- 終の退魔師 ―エンダーガイスター―（2025年、鵺[969]）

### ラジオドラマ・ボイスドラマ
ラジオドラマ
- みんなの冒険大陸カナン 〜英雄の絆〜（2010年、ヘイング）
- ろんぐらいだぁす!（2014年、高宮紗希）
- 日本生命 presents パートナーズ!〜私と僕の明日物語〜（2021年、鶯谷桃子）
- 白間美瑠のサクラバシ919「ユアマジェスティ ボイスドラマ」（2022年、ドラクリヤ、ラジオ大阪）

ボイスドラマ
- シュレディンガーの猫耳少女（2011年、リュドミラ・コスモデミヤンスカヤ）
- かわいい娘に釣られてエンジニアになったがそんなに甘くなかった件。（2015年、佐渡野香織）
- 七つの大罪 罪の告白 電脳グリモワール!（2016年 - 2017年、マモン）
- Maze Code 〜銃撃少女とエルドラの真実〜（2018年、シエル・ユースタイン）
- ありふれた職業で世界最強 ボイスドラマ（2019年 - 2025年、ティオ・クラルス） - 3シリーズ
- フラレガール（2020年 - 2021年、赤坂響）
- 俺はまだ、本気を出していない（2023年、オルティア）

### ラジオ
※はインターネット配信。
- らじおん!（2009年、『けいおん!』テレビアニメ公式サイト※）
- おどろき戦隊 モモノキファイブ（2009年 - 2017年、ラジオ関西）
- A&G REQUEST デジスタ（2009年 - 2011年、超!A&G+※）
- 聖痕のクェイサーラジオ! 〜ミハイロフ学園放送部〜（2009年 - 2010年、ランティスウェブラジオ※・アニメワン※・音泉※）
- ちゅーぶら!! 下着同好会放送室（2010年、音泉※）全8回の後半4回担当
- いちばんうしろの無限大ラジ王（2010年、『いちばんうしろの大魔王』テレビアニメ公式サイト※・音泉※ほか）
- らじおん!!（2010年・2013年、『けいおん!!』テレビアニメ公式サイト※）
- モンハンラジオ 2nd（2010年 - 2011年、モンスターハンター公式サイト※・ポッドキャスト※・音泉※）
- アニメ『生徒会役員共』が全部わかるラジオ、略して全ラ!（2010年、アニメイトTV※）
- RADIO IS（2011年・2013年、超!A&G+※）
- TVアニメもしドラ 「程高放送部〜もしドラジオ〜」（2011年、アニメイトTV※）
- モンハンラジオ モンハン部放送局（2011年 - 2012年、モンスターハンター公式サイト※・ポッドキャスト※・音泉※）
- ラジオ・ド・章樫（2012年、アニメイトTV※）第2回パーソナリティ
- アニメ『生徒会役員共』が全部わかるラジオ MaxPower、略して全ラ!まっぱ!!（2012年、アニメイトTV※）
- モンハンラジオ カプコン放送局（2012年、モンスターハンター公式サイト※・ポッドキャスト※・音泉※）[975]
- はぐれラジオ（2012年、音泉※・ランティスウェブラジオ※）
- カンピオーネ! 〜日笠・日高はまつろわず〜（2012年、HiBiKi Radio Station※）
- モンハンラジオ モンハン部放送局 2nd（2012年 - 2015年、モンスターハンター公式サイト※・ポッドキャスト※・音泉※）
- ラジオでもはたらく勇者さま!（2013年、ランティスウェブラジオ※）[976]
- RADIO IS II（2013年、超!A&G+※）10月パーソナリティ[977]
- アニメ『生徒会役員共＊』が全部わかるラジオ Super Positive Nippon 略して全ラ!すっぽんぽん!!（2014年、アニメイトTV※）
- ヤマノススメ ラジオノススメ（2014年、ラジオ大阪・超!A&G+※・HiBiKi Radio Station※）9月・11月パーソナリティ
- RADIO NEW GAME! 〜コウとりんの進捗報告会!〜（2016年 - 2017年、HiBiKi Radio Station※）
- ベルセルクアワー「狭間のラジオ」（2016年 - 2017年、dアニメストア※）
- ろんぐらいだぁす! らじおフレッシュ（2016年 - 2017年、音泉※）
- ノーラジオ・ノーライフ ゲーマー兄弟がラジオをするそうです。（2017年、HiBiKi Radio Station※）第1回パーソナリティ
- RADIO NEW GAME! 〜イーグルジャンプの進捗報告会!〜（2017年、HiBiKi Radio Station※）第1回・2回ゲスト、第5回・6回パーソナリティ
- 劇場版『生徒会役員共』が全部わかるラジオ Movie promotion danger sign 略して全ラ!もろだし!!（2017年、アニメイトタイムズ※）第3回・4回・7回・8回担当
- ラジオ『ヒナまつり』 Little Songへようこそ!（2018年、音泉※）
- ガイコツ書店員 本田さん バックヤードレイディオ（2019年、ラジオ大阪・ラジオクラウド※）シフト制
- 千田と日笠のゾイドワイルド ZEROラジオ（2020年、音泉※）
- ご注文はラジオですか？ BLOOM（2020年、YouTube※・音泉※）第5羽パーソナリティ
- 一緒に「はたらく細胞」らじお（2021年、音泉※）
- Vivy -Flourite Eye's Radio-（2021年、YouTube※・音泉※）
- Spotify ANIZONE - アニゾーン（2021年、Spotify※）9月パーソナリティ
- ラジオ『SHAMAN KING』“ことだまモード”（2022年、超!A&G+※）
- ラジオでもはたらく魔王さま！！（2022年 - 2023年、超!A&G+※・YouTube※） - 2シリーズ[一覧 67]
- TVアニメ「Lv1魔王とワンルーム勇者」のＷEBラジオ（2023年、YouTube※）
- 日笠・佐倉は余談を許さない（2023年、文化放送・超!A&G+※・音泉※・YouTube※）
- ラジオ SHAMAN KING “ことだまモードFLOWERS”（2024年、超!A&G+※）
- 日五一会〜にちごいちえ〜（2024年、Podcast※）7月パーソナリティ
- 村井の恋〜エクストリーム胸きゅんラジオ〜（2024年、音泉※・YouTube※）

### ラジオCD
- おどろき戦隊 モモノキファイブ シリーズ
  - ラジオCD おどろき戦隊モモノキファイブ ひみつ図鑑 Vol.1 - 21（2009年 - 2017年）
  - 真夏のリレートークCD（2009年） - アニたまSHOP特典
  - スペシャルトークCD モモノキ篇（2012年）
  - スペシャルトークCD はじめてでもわかる!モモノキファイブ!（2013年） - モモノキ限定はじめてセット
  - 劇情盤 おどろき戦隊モモノキファイブ モモノキファイブvsレインボートラップ（2014年）
  - 劇情盤 おどろき戦隊モモノキファイブ2 モモノキファイブvsフラワーZX（2015年）
  - 劇情盤 おどろき戦隊モモノキファイブ3 モモノキファイブvsバーニングボール（2015年）
  - 劇情盤 おどろき戦隊モモノキファイブ4 モモノキファイブvsロストバースデー（2017年）
- ラジオCD 「らじおん!」スペシャル! Vol.1 - 2（2010年）
- 聖痕のクェイサーラジオ! 〜ミハイロフ学園放送部〜 シリーズ
  - ラジオCD トモハナ☆ハラShowタイム!（2010年）
  - ラジオCD THE END OF ハラShowタイム!!（2010年）
- ラジオCD いちばんうしろの大魔王 これで最後の無限大ラジ王（2010年）
- アニメ『生徒会役員共』が全部わかるラジオ、略して全ラ! シリーズ
  - DJCD アニメ生徒会役員共が全部わかるラジオ、略して全ラ!の全て その壱（2010年）
  - DJCD アニメ生徒会役員共が全部わかるラジオ、略して全ラ!の全て その弐（2011年）
  - DJCD アニメ生徒会役員共が全部わかるラジオ MaxPower、略して全ラ!まっぱ!! Vol.1 - 3（2012年）
  - DJCD アニメ生徒会役員共＊が全部わかるラジオ Super Positive Nippon、略して全ラ!すっぽんぽん!! Vol.2（2014年）
- DJCD TVアニメもしドラ 「程高放送部〜もしドラジオ〜」（2011年）
- DJCD 妖狐×僕SS ラジオ・ド・章樫（2012年）
- ラジオCD カンピオーネ! 〜日笠・日高はまつろわず〜（2012年）
- ラジオでもはたらく勇者さま! シリーズ
  - ラジオCD ラジオでもはたらく勇者さま! アーカイブCD-ROM（2013年） - はたらく魔王さま!勇者セット
  - ラジオCD ラジオでもはたらく勇者さま! 駆け上がれ!栄光への階段!成り上がりインターンシップファイナル!（2013年） - はたらく魔王さま!魔王セット
- ヤマノススメ ラジオノススメ シリーズ
  - ラジオCDノススメ 一合目（2014年）
  - ラジオCDノススメ 完全版 山頂（2015年）※DVD
  - ラジオCD ラジオノススメ ラジオレギュラー放送復活へススメ!（2018年）
  - ラジオCDノススメ 2018 残暑（2018年）
  - ラジオCDノススメ 2019（2019年）
- ラジオCD ろんぐらいだぁす! らじおフレッシュ（2017年）
- RADIO NEW GAME! シリーズ
  - ラジオCD RADIO NEW GAME! コウとりんの進捗報告会! Vol.1（2017年）
  - ラジオCD RADIO NEW GAME! イーグルジャンプの進捗報告会! Vol.2（2017年）
- DJCD ラジオ ヒナまつり Little Songへようこそ Vol.1（2018年）
- ラジオCD「魔女のラジ々〜配信するのは、そう、私イレイナです!〜」[978]（2021年）

### テレビ番組
※はインターネット配信。
- ドーリィ☆バラエティ HYPER ViSUADOLL MOVIE（2008年11月6日/13日/20日、tvk・BIGLOBEストリーム※）ゲスト
- アニメ星人（2009年9月12日/19日、チバテレビ）ゲスト
- 櫻井孝宏の（笑）クリスマスSP（2009年12月24日、AT-X）ゲスト
- AG学園 あに☆ぶん（2010年6月12日、tvk）ゲスト
- あにてれ Presents アニソ〜ンぷらす（2010年6月28日/8月23日、テレビ東京）[979]ゲスト
- 土曜スタジオパーク（2011年2月12日/4月23日、NHK総合）[979]VTR出演
- NHK高校講座「芸術（書道I）」（2011年6月27日 - 2015年3月5日、NHK教育）
- めざましテレビ（2011年12月5日・2013年11月15日、フジテレビ）VTR出演
- はなまるマーケット（2011年12月9日、TBSテレビ）VTR出演
- ハイスクールD×D ハーレム直前SP（2011年12月18日、AT-X）
- リスアニ!TV（2013年5月3日/10日、TOKYO MX・MUSIC ON! TV）
- ハイスクールD×D NEW 放送記念SP「日笠陽子の声優ハイスクール」（2013年6月25日、AT-X）
- 銀河機攻隊 マジェスティックプリンス 特別編「ザンネンなんかで終わんない!!」（2013年6月27日、TOKYO MXほか）
- アニメTV（2013年7月17日・2014年10月15日、TOKYO MX）
- 世界行ってみたらホントはこんなトコだった!? 番組内アニメ（2013年10月9日 - 2015年9月22日、フジテレビ）松井D
- ノーゲーム・ノーライフ テレビアニメ化記念SP「ノゲ杯☆最強ゲーマー決定戦」（2014年4月2日 - 5月7日、AT-X）
- あにむす!（2014年5月15日/7月10日・2015年6月25日、テレビ東京）[979]
- ヤマノススメ セカンドシーズンのススメ（2014年7月2日、TOKYO MX）
- ヤマノススメ セカンドシーズンのススメ Part2（2014年10月1日、TOKYO MX）
- アニメマシテ スペシャル（2015年1月4日/5日、テレビ東京）[979]
- Club AT-X しもがめ（2015年2月1日/15日・2018年12月8日/22日、AT-X）
- アニメマシテ（2015年6月22日・2016年12月12日/19日、テレビ東京）[979]
- 番宣部長（2015年7月、AT-X）
- NEW GAME! 放送直前特別番組「大人のたしなみ対決!」（2016年6月27日、TOKYO MX）
- マジェプリ 特別番組 スクリーンへブラストオフ! ザンネンだって銀幕ダーッ!（2016年9月29日、BS11）
- ろんぐらいだぁす! 放送直前特番（2016年10月7日、AT-X）
- 放送直前お正月特番「亜人ちゃんは祝いたい」（2017年1月7日、TOKYO MXほか）
- “次篇”降臨! 「ベルセルク」TVシリーズ第2期 スタート記念特番（2017年3月3日、WOWOW）
- 一夜づけ（2017年3月19日/20日/21日、テレビ東京）[979]ゲスト
- 「Re:CREATORS」 サマー特番 〜被造女子たちと過ごすひと時〜（2017年7月22日、TOKYO MXほか）
- 覇穹 封神演義 仙界大戦、開幕!! 直前スペシャル（2018年2月23日、TOKYO MXほか）
- 今日は山の日 行こう！みんなで山散歩（2018年8月11日、BS11）[980]
- よじごじDays（2019年2月28日、テレビ東京）[979]
- 月刊ブシロードTV ガルパ2周年SP（2019年3月10日、TOKYO MXほか）
- 東京エンカウント弐（2019年6月1日/15日・2023年12月22日、AT-X）
- 月刊ブシロードTV特別版「月刊ブシロードTV with 戦姫絶唱シンフォギア」（2019年6月29/7月6日、TOKYO MX）
- バンドリ!TV（2019年9月19日/26日、TOKYO MXほか）
- とびだせ!!のーがんず仲間（2019年12月29日、AT-X）
- ＃声優ぷらす×キングダム（2020年3月30日、NHK総合）[979]
- あにレコTV（2021年3月30日・2024年1月9日、テレビ東京）
- Mr.都市伝説 関暁夫のゾクッとする怪感話（2021年5日7日/14日、BSテレ東）[981]
- お願い!ランキング（2022年2月2日、テレビ朝日）
- ぐらぶるTVちゃんねるっ!（2022年9月4日/11日、TOKYO MX）
- バンドリ！ ガールズバンドパーティ！超大型アップデート記念番組（2023年3月2日/9日、TOKYO MXほか）
- Club AT-X ナローなワイドショー（2023年6月17日、AT-X）
- 119エマージェンシーコール（第8話、2025年3月10日、フジテレビ[982]）通報者の女性
- テレビアニメ「ざつ旅-That's Journey-」特番 『ふたりでいく「ざつ旅」ＳＰ』（2025年6月2日、AT-X）
- 出張版 ENJOY!!!ヴァンガろうTV ～ブラックアウト入団 初級編～（2025年8月16日、テレビ東京ほか）

### Web番組
- ひよっち・あさぽんの「ふら ふら」（2018年、SHOWROOM）
- 日笠・日高のお日様ぐみ!（2018年 - 、FRESH!→ニコニコチャンネル、YouTube）
- 日笠井口の女声ごはん！（2021年、ABEMA）[38]
- 【日笠陽子×南條愛乃×茅野愛衣】Say U Play（2022年 、YouTube）[983]
- 声優、書く、語りき SeasonⅡ（2022年7月13日・20日、ファミリー劇場CLUB、YouTube）
- 語ル怪（2022年8月30日、9月6日・13日、ファミリー劇場CLUB、YouTube）
- スナックひだまり（2023年4月23日、ニコニコ生放送）[984]
- 井澤詩織と日笠陽子の机のアイスが溶けるほど（2023年 - 、ニコニコチャンネル）
- TOYOTA GAZOO Racing（2025年、YouTube）[985]

### 映像商品
- 小野坂シェフのきまぐれクッキング アニたまSHOP特典DVD（2009年）
- けいおん! シリーズ
  - けいおん! ライブイベント 〜レッツゴー!〜（2010年）
  - けいおん!! ライブイベント 〜Come with Me!!〜（2011年）
- Rio Super Carnival（2010年）
- IS 〈インフィニット・ストラトス〉 シリーズ
  - IS 〈インフィニット・ストラトス〉 ワンオフ・フェスティバル（2011年）
  - IS 〈インフィニット・ストラトス〉 ワンオフ・フェスティバル2（2014年）
- はぐれ勇者の鬼畜美学 鬼畜への登龍門スーパー零巻（2012年）
- 妖狐×僕SS 〜シークレットなサービスなんて し、しないんだからね!〜（2012年）
- ロウきゅーぶ! シリーズ
  - RO-KYU-BU! LIVE TOUR 2011 -Fantastic Game-（2013年）
  - RO-KYU-BU! LIVE 2013 -FINAL GAME-（2014年）
- 戦姫絶唱シンフォギア シリーズ
  - シンフォギアライブ2013（2014年）
  - シンフォギアライブ2016（2016年）
  - シンフォギアライブ2018（2018年）
  - シンフォギアライブ2020→2022（2023年）
- トリニティセブン シリーズ
  - トリニティセブン スペシャルイベント 〜魔道祭（スクールフェスティバル）〜（2015年）
  - トリニティセブン スペシャルイベント 〜美少女魔道士と夏休み〜（2017年）
  - ｢劇場版トリニティセブン -天空図書館と真紅の魔王-」スペシャルイベント魔道納涼祭（2019年）
- 井口裕香のむ〜〜〜ん ⊂（ ＾ω＾）⊃ シリーズ
  - 井口裕香のむ〜〜〜ん ⊂（ ＾ω＾）⊃ DVD きゅう（2015年）
  - 井口裕香のむ〜〜〜ん ⊂（ ＾ω＾）⊃ DVD じゅうよん（2018年）
- 劇情動画盤 おどろき戦隊モモノキファイブ 〜モモノキファイブVSゴッドドアエクスプレス〜 前編・後編（2016年）
- ワルキューレ LIVE 2017 “ワルキューレがとまらない” at 横浜アリーナ（2017年）
- ポプテピピック スペシャルイベント 〜POP CAST EPIC!!〜（2019年）
- アイカツ!シリーズ 5thフェスティバル!! Day1 Blu-ray（2019年）
- EVENT DVD 天才軍師 Peanuts（2020年）
- BEST FRIENDS! スペシャルLIVE 〜THANKS⇄OK〜 LIVE Blu-ray（2020年）[986]
- 魔法少女リリカルなのは15周年記念イベント「リリカル☆ライブ」（2020年）
- AD-LIVE 2020 第6巻（2021年）
- 一緒にはたらく祭典（2021年）
- DJCD 早見沙織のふり〜すたいる♪10 映像DVD（2021年）[987]
- つまみは塩だけ 特番DVD「電脳宴会2022」（2022年）[988]
- 東山奈央「Welcome to MY WONDERLAND」初回盤特典Blu-ray（2022年）[989]

### 舞台
- 劇団東京都鈴木区 第5回公演「ヒーロー ア ゴーゴー！」（2012年6月20日 - 24日、シアターKASSAI） - ゴーインピンク 役※声の出演
- ノブナガ・ザ・フール - Live Voice：ジャンヌ 役[990]
  - 第2回公演 act.2 〜乱の恋人〜（2014年4月6日、TOKYO DOME CITY HALL）
  - 第3回公演 act.3 〜最後の晩餐〜（2014年7月20日、有明コロシアム）
- 朗読劇 私の頭の中の消しゴム 8th letter（2016年5月1日・8日、天王洲 銀河劇場） - 薫 役[991]
- 茅原実里座長公演 朗読劇「minori's theater〜CRAZY MANSION!!〜」（2018年3月10日・31日、Legend Hall / 3月11日、YES THEATER / 3月17日・18日、北千住 天空劇場 / 4月1日、OBP円形ホール） - 笠原ヒヨリ 役[992]
- 乱歩奇譚 Game of Laplace - 黒蜥蜴 役※声の出演
  - 〜パノラマ島の怪人〜（2018年4月13日 - 22日、シアターサンモール）[993]
  - 〜怪人二十面相〜（2019年8月5日 - 12日、クラブeX）[994]
- 幕張イベントホール座長公演 “水樹奈々大いに唄う 伍” 「シノバズ 〜決戦！すぎた十勇士〜」（2019年5月5日、幕張イベントホール） - 大蛇姫（霧隠才蔵） 役[995]
- SOUND THEATRE × 『火色の文楽』（2019年10月5日・6日、舞浜アンフィシアター） - 入江湊 役[996]
- リーディングシアター Vol.1「RAMPO in the DARK」（2020年7月10日 - 24日：配信上演、神田明神ホール）[997]
- AD-LIVE 2020（2020年10月25日、配信公演）[998]
- 怪と幽presents萬國妖怪博覧会「トワイライト・リーディング 怪異奇譚」（2021年8月14日、ところざわサクラタウン）[999]
- コメディ朗読劇CONTELLING 第2回公演「親の奢りで」（2022年3月13日、舞浜アンフィシアター）[1000]
- プレミア音楽朗読劇「VOICARION XIV 〜スプーンの盾〜」（2022年4月23日、日比谷シアタークリエ） - マリー・グージュ 役[1001]
- 朗読劇『陰陽師』恋ぞつもりて篇（2022年9月18日、東京芸術劇場プレイハウス） - 姫・鬼 役[1002]
- READPIA 朗読劇『霧雨が降る森』（2022年12月11日、ところざわサクラタウン） - ことりおばけ 役[1003]
- ‐音読Stage- Story of Songs Track1 ORANGE RANGE（2023年2月12日、ヒューリックホール東京）[1004]
- LAWSON presents 朗読歌劇アルマギア 〜First Live 2023〜（2023年7月9日、立川ステージガーデン） - マツリカ 役[1005]
- 江戸川乱歩朗読劇 幻調乱歩2『自決スル幼魚永久機関』（2023年9月30日、イイノホール）[1006]
- 朗読劇 魔法少女育成計画『青い魔法少女の自己主張』（2023年10月15日、飛行船シアター） - 7753（ななこさん）役[1007]
- プレミア音楽朗読劇「VOICARION XVII 〜スプーンの盾〜」（2023年12月10日・29日、シアタークリエ） - マリー・グージュ 役[1008]
- 茅原実里一人芝居『ヘルプミー』（2023年12月22日 - 24日、河口湖円形ホール） - 声の出演[1009]
- コメディ朗読劇CONTELLING「親の奢りで〜2024春〜」（2024年3月10日、よみうり大手町ホール）[1010]
- ボイスコミックライブ 公演A「一筋縄ではいかない恋特集」（2024年5月12日、池袋HUMAXシネマズ） - 「ピンクとハバネロ」宮尾麦 役、「お姉ちゃんの翠くん」咲苗翠 役[1011]
- プレミア音楽朗読劇「VOICARION XIX 〜スプーンの盾〜」（2025年1月26日、シアタークリエ） - マリー・グージュ 役[1012]
- 朗読劇『少年のアビス』（2025年7月4日 - 5日、あうるすぽっと） - 柴沢由里 役[1013]

### パチンコ・パチスロ
2010年
- CRファナティックバトル（レインスカーグル）

2011年
- CR孔雀王（阿修羅）
- スカイラブ3（ローラ・シュヴェリーン）
- CRぱちんこRio（リンダ）

2012年
- 女番長（早乙女勇香）
- CR麻雀物語〜麗しのテンパイ乙女〜（風上さやか）
- スカイラブ4（ローラ・シュヴェリーン）
- 麻雀物語2 激闘!麻雀グランプリ（風上さやか）

2013年
- CR不思議のダンジョン 風来のシレン すずね姫とまどろみの塔（アスカ）
- CR百花繚乱 サムライガールズ（宮本武蔵）

2014年
- CRぱちんこRio -Rainbow Road-（リンダ）
- パチスロ うみねこのなく頃に（サタン）
- CRフィーバーモーレツ宇宙海賊（リン・ランブレッタ）
- CR風雲維新ダイ☆ショーグン（浅井兵庫）
- パチスロ まじかる☆タルるートくん（座剣邪寧代）

2015年
- パチスロ 戦国コレクション2（明智光秀）
- 麻雀物語3 役満乱舞の究極大戦（風上さやか）
- CR麻雀物語2〜めざせ！雀ドル決定戦！〜（風上さやか）
- 乙女魂〜光と無月〜（早乙女勇香）
- パチスロ IS 〈インフィニット・ストラトス〉（篠ノ之箒）
- パチスロ 銀河機攻隊 マジェスティックプリンス（クギミヤ・ケイ）
- パチスロ ハイスクールD×D（リアス・グレモリー）
- CR熱響！乙女フェスティバル ファン大感謝祭LIVE（風上さやか）

2016年
- CR銀河機攻隊 マジェスティックプリンス（クギミヤ・ケイ）
- パチスロ 戦姫絶唱シンフォギア（マリア・カデンツァヴナ・イヴ）
- パチスロ ロリポップチェーンソー（ジュリエット・スターリング）

2017年
- CRフィーバー戦姫絶唱シンフォギア（マリア・カデンツァヴナ・イヴ）
- CR麻雀物語〜役満乱舞のドラム大戦〜（風上さやか）
- パチスロ 戦国コレクション3（明智光秀）

2018年
- パチスロ GATE 自衛隊 彼の地にて、斯く戦えり（ヤオ・ハー・デュッシ）
- パチスロ これはゾンビですか？（セラ）
- ストリートファイターV パチスロエディション（ララ）
- パチスロ ダンガンロンパ（霧切響子）
- CR百花繚乱 サムライブライド（宮本武蔵）
- パチスロ ダンジョンに出会いを求めるのは間違っているだろうか（フレイヤ）

2019年
- PハイスクールD×D（リアス・グレモリー）

2020年
- いろはに愛姫（ツバキ）
- Pフィーバー戦姫絶唱シンフォギア2（マリア・カデンツァヴナ・イヴ）
- Pダンガンロンパ（霧切響子）
- パチスロ 戦国コレクション4（明智光秀）
- P閃乱カグラ2（両備）

2021年
- パチスロ フレームアームズ・ガール（源内あお）
- ぱちんこ戦国コレクション（明智光秀）
- Pベルセルク無双（2021年5月、ファルネーゼ）
- ノーゲーム・ノーライフ THE SLOT（ステファニー・ドーラ）
- パチスロ 麻雀物語4（風上さやか）

2022年
- パチスロ「ハイスクールD×D2　ハーレム王に俺はなる」（リアス・グレモリー）
- PハイスクールD×D真紅（リアス・グレモリー）
- Pフィーバー ダンジョンに出会いを求めるのは間違っているだろうか（フレイヤ）
- P麻雀物語4（風上さやか）
- Pフィーバー戦姫絶唱シンフォギア3黄金絶唱（マリア・カデンツァヴナ・イヴ）
- P華牌RRwith清水あいり 150de遊タイム（泡美）
- パチスロ「ボンバーガール」（エメラ）
- パチスロ スーパーリオエース（リンダ）
- パチスロ 魔法少女育成計画（ルーラ）

2023年
- PハイスクールD×D真紅GCA（リアス・グレモリー）
- P sin 七つの大罪 X-TREME（マモン）
- P真一騎当千〜桃園の誓い〜（武蔵坊弁慶）
- P百花繚乱（宮本武蔵）
- 回胴式遊技機グランベルム（アンナ・フーゴ）
- Pフィーバーありふれた職業で世界最強（ティオ・クラルス）
- P覇穹封神演義（妲己）

2024年
- Lパチスロ 戦姫絶唱シンフォギア 正義の歌（マリア・カデンツァヴナ・イヴ）
- Pバンドリ（宇田川巴）

2025年
- eフィーバー戦姫絶唱シンフォギア4 キャロル ver.（マリア・カデンツァヴナ・イヴ）
- Pフィーバー戦姫絶唱シンフォギア4 199ver.（マリア・カデンツァヴナ・イヴ）
- スマスロ シャーマンキング（麻倉葉）
- e閃乱カグラ（両備）
- Lパチスロ ありふれた職業で世界最強（ティオ・クラルス）
- e/Pフィーバーダンジョンに出会いを求めるのは間違っているだろうか2（フレイヤ）
- L麻雀物語（風上さやか）
- パチスロ わたしの幸せな結婚（久堂葉月）
- eシャーマンキング でっけぇえなver.（麻倉葉）

### その他コンテンツ
- 声優グランプリweb 桃瀬乙女のイチオシ（2009年、桃瀬乙女）
- けいおん!
  - PCデスクトップアクセサリー（2009年、秋山澪）
  - 放課後ティータイムナビ（2012年、秋山澪）
- アプリ
  - ときドキ時計（2009年、成田りこ〈ツンデレ〉）
  - これはゾンビですか？はい、目覚ましです（2011年、セラ）
  - RZ声優リモ（2011年）
  - IS 〈インフィニット・ストラトス〉 ボイススケジューラ（2012年、篠ノ之箒）
  - ハイスクールD×D BorN〜リアスアラーム〜（2015年、リアス・グレモリー）
  - まいにちコンパイルハート（2017年、ファウスト[1034]）
  - Hello! Movie（2025年、映画『ChaO』ガイドナレーション）
- 東方カルタ 読み上げCD（2010年、博麗霊夢）
- ユニキャラプロジェクト 「ブラッコ」シリーズ（2011年 - 2012年、合いの手、貝がらラコ）
- Mobage 『やきゅとも!』 ショートアニメ（2011年、青空みなみ）
- 声優SAY YOU - 『週刊少年マガジン』
  - 『マガジンSPECIAL』×マガメガ連動企画 第6回（2014年）
  - 『ドメスティックな彼女』×人気声優企画（2014年、橘陽菜）
- ヤマノススメコラボイベント
  - 国際興業バス 車内アナウンス（2014年 - 2023年、斎藤楓〈かえで〉）
  - 西武鉄道 車内放送・構内放送（2015年 - 2016年、斎藤楓〈かえで〉）[一覧 68]
  - メットライフドーム 始球式・場内アナウンス（2018年）[1035]
- Project758（2015年、湊ヒメ）
- オーディオブック
  - 『悪人』（2017年、馬込光代）
  - 『戦物語』（2023年、ナレーター）
  - 『心とカラダを整えるためのヨガ』（2023年、ナレーター）
  - 『羊を数える』（2023年）
  - 『ナチュラルボーンチキン』（2024年、ナレーター）
- ASMR
  - しょにおや！〜いっしょにおやすみプロジェクト〜（2024年、鷹巣あやめ）[1036]
  - ハイスクールD×D HERO ASMR リアス部長の秘密のゴホウビ（2024年、リアス・グレモリー）
- 『理系が恋に落ちたので証明してみた。』 第3巻発売記念番組「理系が恋に落とせるか証明してみた。」（2017年）
- クレジット教育動画教材 「風の惑星〜GALE〜」（2018年、ママ〈地球の住人〉[1037]）
- 超速戦姫ヴァルキリータ→ン（2018年、中川・ランドール・玲子[1038]）
- キッザニア東京 第6回「ジュニア チャレンジ ジャパン」 スペシャルトークショー『声優のいろは』（2018年）[1039]
- 『森の戦士ボノロン』 レイモンのシチューの巻（2019年、読み聞かせ役）[1040]
- AVIOT×モンスターストライク ワイヤレスイヤホン TE-BD21f-LF（2019年、ルシファー[1041]）
- CV部 #38「今日、大好きな先輩が卒業しちゃいます」（2021年、先輩〈トヨナ〉）[1042]
- project Luminasys（2021年、百合園えりゅ）
- 新感覚バスツアー 「WOW RIDE」東京タイムトリップ（2022年）[1043]
- 私立好ヶ丘女子高等学校-てづくりアイドル事務所-（2023年、見届人・ナレーション）[1044]
- 旅交同好会（2024年、大宮かな）[1045]
- なんでもいきものテーマソング「なんものいいじゃん」MV（2024年、大さんせいうお）[1046]
- 愛天使世紀ウェディングアップル（2025年、ダーブラック）[1047]
- チンプイ エリさまのグッドラック（春日百合、2025年）[1048]

## ライブ・イベント

### その他
- NANA MIZUKI LIVE CIRCUS 2013（2013年8月3日、西武ドーム〈埼玉県〉）シークレットゲスト[1049]
- 伊藤静 Talk&Live 夏だ！ライブだ!!あそびにおいで（2018年7月14日、吉祥寺STAR PINE'S CAFE〈東京都〉）シークレットゲスト[1050]
- 南條愛乃 Birthday Acoustic Live 2019（2019年7月7日、TOKYO DOME CITY HALL〈東京都〉）シークレットゲスト[1051]